# 剩女追婚大作戰
《剩女追婚大作戰》（英語：Lola Versus）是2012年美国导演达里尔·文执导的电影，剧本是文和他的合作伙伴合著的。由比尔·普尔曼、格蕾塔·葛韦格、乔尔·金纳曼、佐伊·李斯特·琼斯和黛布拉·温格主演。